# Addio al nubilato (film 2021)
Addio al nubilato è un film italiano del 2021 diretto da Francesco Apolloni.
Il film, tratto dall'omonimo spettacolo teatrale dello stesso Apolloni, ha come protagoniste Laura Chiatti, Antonia Liskova, Chiara Francini e Jun Ichikawa

## Trama
Linda, Eleonora, Vanessa e Akiko, amiche dai tempi del liceo, si ritrovano per festeggiare l'addio al nubilato di una loro amica, Chiara. La sposa, tuttavia, non si presenta sul luogo dell'appuntamento, lasciando invece degli indizi che portano le quattro amiche in giro per la città in una caccia al tesoro. Alla fine di un emozionante avventura, le 4 amiche si ritrovano nel cimitero dove andavano da giovani e li scoprono la tomba di Chiara, morta 2 mesi prima per un tumore il giorno dopo la proposta di matrimonio. Così scoprono che l'addio al nubilato era tutta una scusa per riunire le amiche che Chiara aveva organizzato prima di morire.

## Produzione
Il film è stato girato tra ottobre e novembre 2020 a Roma e a Santa Severa.
Nel film appare Loredana Bertè mentre canta Non sono una signora.

## Distribuzione
Il film è stato distribuito sulla piattaforma di streaming on demand Prime Video il 24 febbraio 2021.

## Accoglienza
Il film è stato accolto dal pubblico positivamente, essendo stato per settimane uno dei più visti sulla piattaforma Amazon Primevideoit. La critica si è divisa. Scrive Davide Colaiocco di TaxiDrivers: "Un film orgogliosamente italiano, molto ben riuscito che ci mette di fronte al tempo effimero della vita da sfruttare bene. Argomento caro a Apolloni, riproposto in salsa molto divertente in “Addio al nubilato”. Provare ad essere felici si può fare e il primo passo può essere proprio guardare questo film". Paolo Baldini del Corriere della Sera ha scritto che il film "si blocca su un pacchetto di scherzi banali, da satira televisiva più che cinematografica, puntando a compiacere il palato di un pubblico femminile poco sofisticato". Francesco Alò del Messaggero: "Che belle e che brave Francini, Chiatti, Liskova, Ichikawa e Fotaras".  Elisabetta Bartucca di Movieplayer.it ha scritto che il film è "un esperimento interessante, ma solo nelle intenzioni". Scrive Cinematographe.it: "Il film risulta molto gradevole e divertente. Gradevoli i momenti delle protagoniste in cui subentra la malinconia e l’amarezza per il tempo che passa; Chiara Francini divertentissima con la sua strabiliante ironia."